# 2666 Gramme
2666 Gramme eller 1951 TA är en asteroid i huvudbältet, som upptäcktes den 8 oktober 1951 av den belgiske astronomen Sylvain Arend i Uccle. Den har fått sitt namn efter den belgiske elektroteknikern Zénobe Gramme.
Asteroiden har en diameter på ungefär 30 kilometer.